# روفت ريسيليف
أناتوليج كليمانوف (28 أكتوبر 1949 – 2 مارس 2009) هو ملاكم من الاتحاد السوفيتي راحل، مثّل بلاده في الألعاب الأولمبية الصيفية 1976.

## روابط خارجية
روفت ريسيليف على موقع أوليمبيديا (الإنجليزية)